# Zwergscharbe
Die Zwergscharbe (Microcarbo pygmaeus, Syn.: Phalacrocorax pygmeus) gehört zur  Familie der Kormorane (Phalacrocoracidae).

## Aussehen
Die Zwergscharbe wird 45 bis 60 cm lang, 700 g schwer und erreicht eine Flügelspannweite von ca. 80 cm. Sie ist dunkel gefärbt mit dunkelrotbraunem Kopf.

## Ernährung und Lebensweise
Die Zwergscharbe ernährt sich hauptsächlich vom Fisch, den sie gezielt mit Tauchattacken jagt. Beim Schwimmen blicken Zwergscharben immer wieder nach unten, um einen Fisch zu entdecken. Unter Wasser bewegen sie sich mit Paddelbewegungen ihrer Füße fort. Bei Auftauchpausen erscheinen nur ihre langen Hälse über der Oberfläche. Im Flug bewegen sich Zwergscharben mit langgestreckten Hälsen und stetig schlagenden Flügeln.

## Fortpflanzung

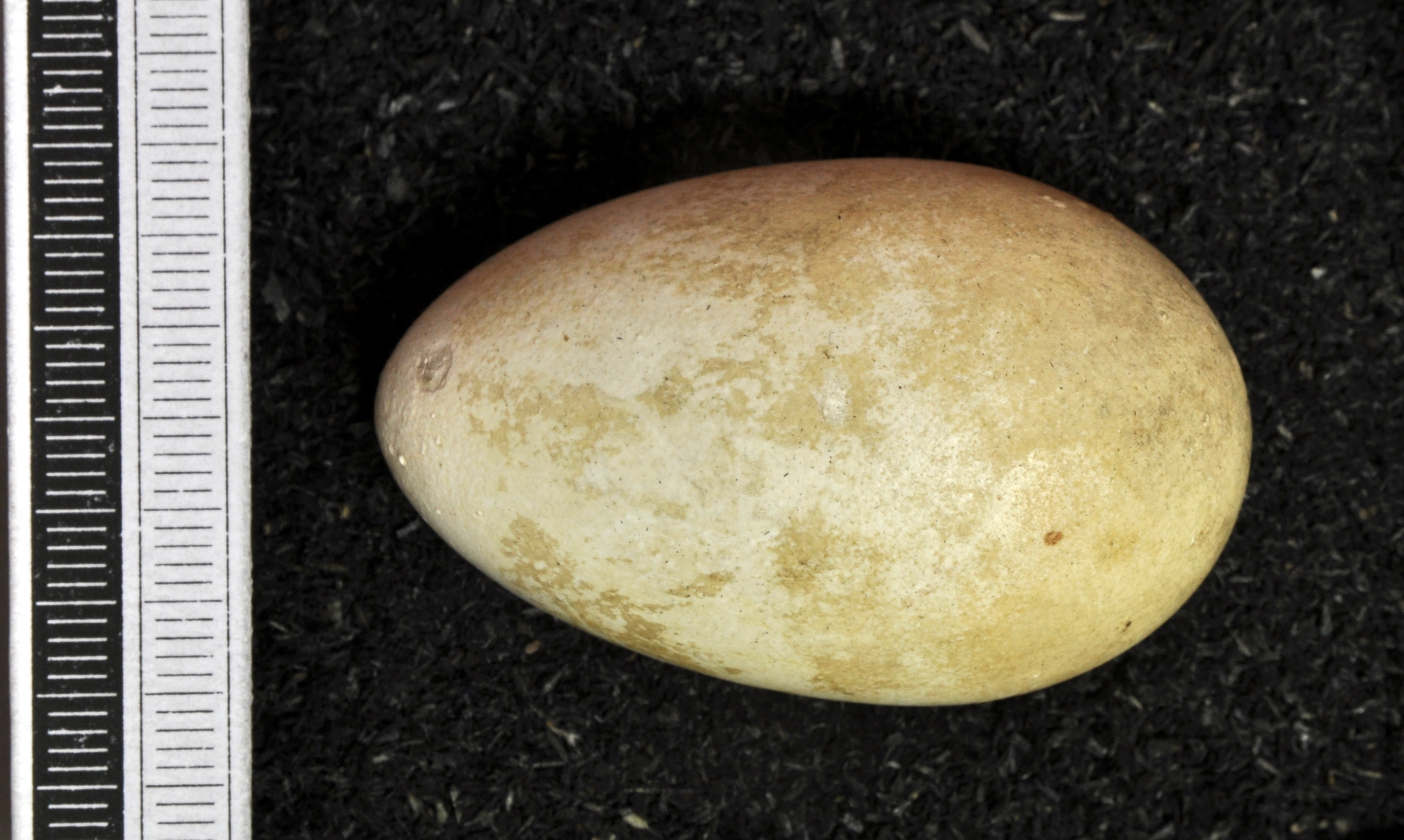
Ei (Sammlung Museum Wiesbaden)

Sie brütet in Bäumen oder im Schilf und bildet Kolonien, die aus mehreren zehn oder hundert Vögeln bestehen können. Ihre Eier sind grünlichweiß und haben eine Größe von 60 × 36 mm. Die Jungvögel verlassen das Nest bereits, bevor sie im Alter von etwa zehn Wochen die Flugfähigkeit erlangen.

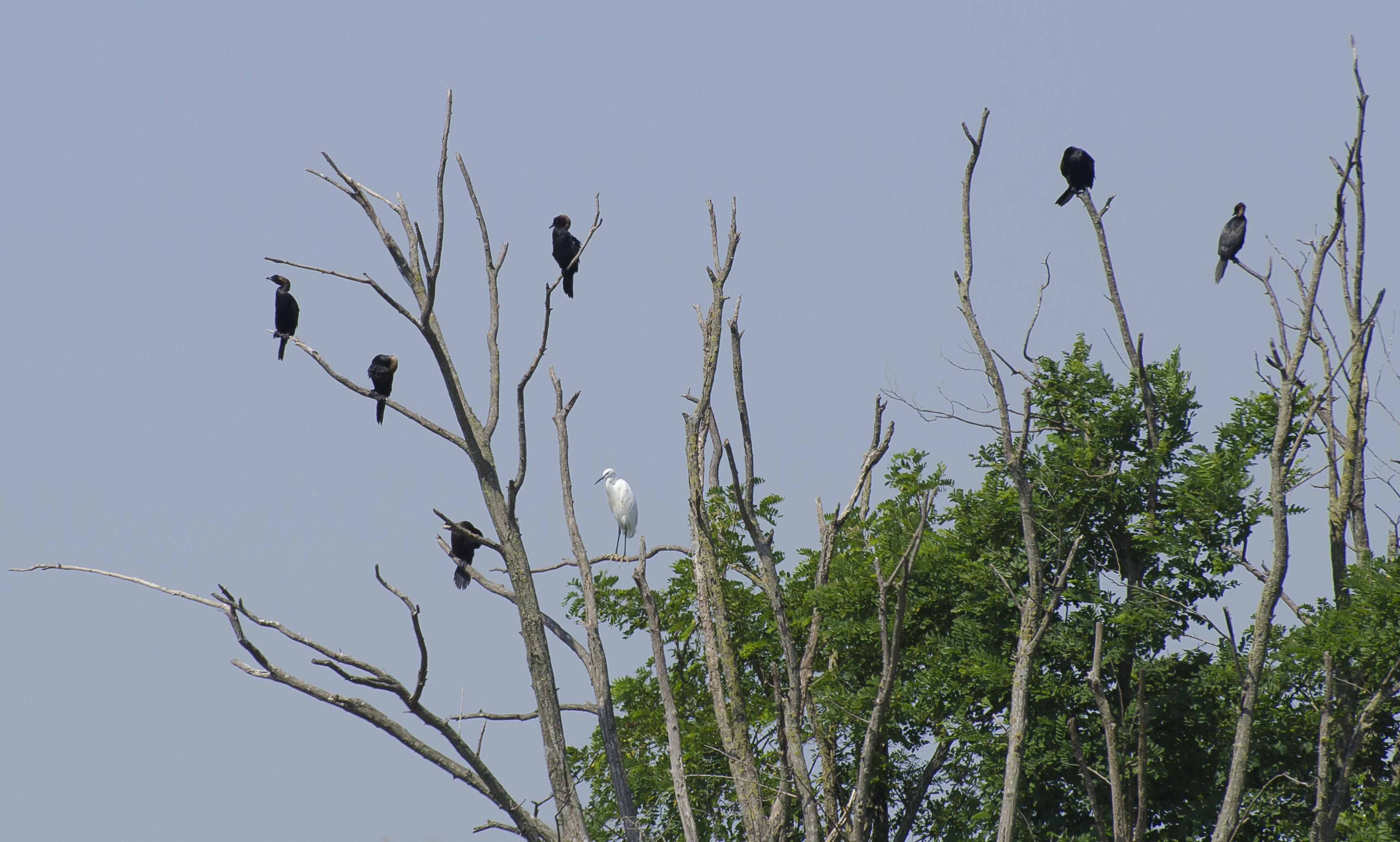
Zwergscharben und Seidenreiher (Egretta garzetta) in der Lagune von Venedig

## Verbreitung und Lebensraum

Verbreitungsgebiete der Zwergscharbe:
Brutgebiete
Ganzjähriges Vorkommen
Migration
Überwinterungsgebiete
Streifzüge (Saisonalität unsicher)

Das Verbreitungsgebiet der Zwergscharbe erstreckt sich vom Osten des Mittelmeergebiets über Kleinasien bis nach Usbekistan. In Nord-Afrika, wo diese Art ursprünglich ebenfalls vorkam, ist sie dagegen verschwunden.
Die Zwergscharbe ist vor allem in Südosteuropa beheimatet, sie ist ganzjährig in Lagunen häufig anzutreffen wie z. B. Karavasta, an dem gesamten Donaudelta und in einigen fischreichen Seen. Sie benötigt Binnengewässer mit dichtem Uferbewuchs wie etwa Schilf oder Auwald und ist auf Seen, Altwasserarmen, in Sümpfen sowie an flachen Steppenseen anzutreffen. Im Winter sind die Vögel auch an der Meeresküste zu sehen und können dann in großen Trupps auftreten. Zwergscharben bevorzugen Stillgewässer und mildes Klima.

## Bestand und Bestandsentwicklung
Der europäische Brutvogelbestand wird auf 28.000 bis 38.000 Brutpaare geschätzt. Der Verbreitungsschwerpunkt liegt in Rumänien und Aserbaidschan. Weitere größere Populationen finden sich im europäischen Teil Russlands, in Griechenland und der Türkei. Mitteleuropa liegt am nordwestlichen Rand des Verbreitungsareals. Die Zwergscharbe hat sich hier in den letzten Jahren wieder in Ungarn angesiedelt, ferner gab es Neuansiedlungen in der Slowakei. Der europäische Winterbestand wird auf 63.000 bis 115.000 Individuen geschätzt.
In Ungarn brüteten 2001 wieder mehr als 200 Brutpaare. Derzeit breitet sich die Zwergscharbe insbesondere entlang der Theiß und der Donau wieder nach Norden aus. Sie profitiert dabei möglicherweise von der Eutrophierung der Gewässer und einer dadurch bedingten Zunahme der Weißfischbestände. In Bulgarien gab es im Jahr 2000 die größte Winteransammlung dieser Art mit 11.905 Individuen, und mittlerweile gibt es auch in Bulgarien wieder 250 Brutpaare. In Österreich erfolgten erste Brutansiedlungen im Jahre 2003. 2007 wurden 14 Paare im Schilfgürtel des Neusiedlersees gezählt, 2009 waren es bereits 77. Im Jahr 2022 brüteten Zwergscharben erstmals an mindestens zwei Orten in Bayern.